# Blanche xứ Bourgogne
Blanche xứ Bourgogne (k. 1296 – k. 1326) là Vương hậu Pháp và Navarra trong một vài tháng vào năm 1322 với tư cách là vợ của Charles IV của Pháp. Là con gái của Bá tước Othon IV xứ Bourgogne và Mahaut I xứ Artois, Blanche bị kéo vào một cuộc hôn nhân bất hạnh bởi tham vọng của mẹ mình. 8 năm trước khi chồng lên ngôi, Blanche đã bị bắt và bị kết tội ngoại tình với một hiệp sĩ người Norman. Chị dâu của chồng bà, Marguerite xứ Bourgogne cũng chịu chung số phận, trong khi người chị gái ruột Blanche là Jeanne thì được trắng án. Blanche đã bị bắt giam và không được thả ngay cả khi đã trở thành vương hậu, cho đến khi cuộc hôn nhân của bà bị hủy bỏ, bà được chuyển đến bờ biển Normandie. Ngày và nơi mất của bà không được biết. Việc bà qua đời chỉ được nhắc đến không rõ ràng vào dịp kết hôn lần thứ ba của chồng bà vào tháng 4 năm 1326.

## Cuộc sống ban đầu
Blanche là con gái út của Othon IV xứ Bourgogne và Mahaut I xứ Artois. Cha bà mất năm 1303, để lại những công quốc cho chị gái của Blanche là Jeanne quản lý.